# Sesostris II.
Khakeperre Senusret II. bio je četvrti faraon Dvanaeste dinastije Egipta. Vladao je od 1897. pr. Kr. do 1878. pr. Kr. Piramida mu je sagrađena u El-Lahunu.
Senusret II. je pokazivao veliki interes za područje oaze Faiyum i počeo rad na velikom sustavu za navodnjavanje putem kanala od Bahr Yusufa kroz Jezero Moeris. Radi toga je sagradio branu kod El-Lahuna i mrežu odvodnih kanala. Namjera mu je bila povećati količinu obradive zemlje. Važnost ovog projekta je naglašena odlukom Senusreta II. da kraljevsku nekropolu premjesti iz Dahshura u El-Lahun gdje je sagradio svoju piramidu. Ova lokacija će poslije biti političko središte Egipta u doba 12. i 13. dinastije. Kralj je također sagradio prvo poznato radničko naselje u mjestu nedaleko od Kahuna čiji će prototip u Novom kraljevstvu biti Deir El Medina.
Za razliku od svog nasljednika, Senusret II. je održavao dobre odnose s brojnim nomarsima i provincijskim guvernerima Egipta od kojih su neki bili gotovo isto bogati kao i faraon. 6. godina njegove vladavine je spomenuta na zidnoj slici u grobu lokalnog nomarha po imenu Khnumhotep u Beni Hasanu.

## Dužina vladavine
Sensuret II. je od svih vladara Dvanaeste dinastije predmet najčešćih rasprava među znanstvenicima po pitaju dužine vladavine. Torinski kanon neimenovanom vladaru dinastije daje 19 godina, (što se najčešće i pripisuje Senusretu), ali najduži atestirani datum vladavine Senusreta II. je 8. godina, spomenuta na steli od crvenog pješčenjaka pronađenoj u lipnju 1932. u davno izgubljenom kamenolomu Toshka. Neki znanstvenici preferiraju da mu pripisuju samo 10 godina, a 19 godina više vole davati Senusretu III.  Drugi egiptolozi, kao što su Jürgen von Beckerath i Frank Yurco inzistiraju na duljoj vladavini od 19 godina, s obzirom na opseg poslova za vrijeme njegove vladavine.

## Nasljedstvo
Senusret II. možda nije dijelio suvladarstvo sa svojim sinom Senusretom III., ta razliku od većine drugih vladara Dvanaeste dinastije. Neki tvrde da je to ipak učinio, ukazujući na skarabej s imenima oba kralja, posvetni natpis koji slavi ponovno korištenje rituala koje su započeli Senusret II. i III., te papirus za koji se vjeruje da spominje 19. godinu Senusreta II. i prvu godinu Senusreta III.  Međutim nijedan od tih predmeta nije dokaz u prilog suvladarstvu. Međutim, dokazi ukazuju da bi papirus mogao zapravo ukazivati na 19. godinu Senusreta III. i 1. godinu Amenemhata III.  Trenutno nijedan dokument nije pronađen u Lahunu, glavnom gradu Senusreta II.